# Matchfunding
O Matchfunding é um modelo de Crowdfunding, ou seja, de financiamento coletivo, em que ocorre a participação de uma empresa ou instituição. Também conhecido como Financiamento Coletivo Turbinado ou Financiamento Misto, o Matchfunding possui um funcionamento bem simples: para cada real que uma pessoa colocar em uma campanha de financiamento coletivo, a empresa ou instituição participante do programa pode duplicar ou triplicar o valor da colaboração.
O matchfunding possui uma essência ganha-ganha, já que o projeto recebe um impulso a mais e a empresa ou instituição ajuda a tirar projetos relevantes do papel através da inteligência coletiva. Ele foi criado no contexto da Economia Colaborativa que acredita na potência da união das pessoas e na colaboração para a criação de novas formas de se fazer Economia.

## Brasil
A primeira plataforma brasileira de financiamento coletivo a oferecer o Matchfunding foi a Benfeitoria, em 2015. Diversas marcas como Natura, Sebrae, Coca-Cola e Itaú já participaram de programas de Financiamento Coletivo Turbinado.

## Exemplos de campanhas

##### BNDES+
Com um fundo no valor de R$4milhões, divididos em 2 anos, a campanha do matchfunding BNDES+ foi desenvolvida parar impulsionar projetos que buscassem deixar legado para o Patrimônio Cultural brasileiro. Os projetos selecionados terão suas arrecadações triplicadas pelo aporte do banco.  

##### Negras Potências
Com um fundo no valor de 500 mil reais[carece de fontes?], a campanha de matchfunding Negras Potências foi criada para potencializar iniciativas de empoderamento feminino negro. Através de um edital, foram selecionados 15 projetos que se encaixam na temática. Os projetos fizeram campanhas de financiamento coletivo e o valor arrecadado foi triplicado pelas empresas parceiras. 

##### Natura Cidades
A campanha de matchfunding Natura Cidades buscou incentivar projetos de financiamento coletivo que ressignificassem a relação das pessoas com as cidades ao torná-las mais bonitas e acolhedoras. A empresa duplicou o apoio financeiro das campanhas de crowdfunding, ou seja, a cada 1 real arrecadado, a empresa colocava mais 1 real. Ao todo, 6 projetos participaram da iniciativa. 

##### Matchfunding Yousers
A Youse participou de uma campanha de matchfunding em 2016. Para fortalecer projetos de empreendedorismo colaborativo, a empresa duplicou o valor arrecadado em campanhas de financiamento coletivo de iniciativas que foram selecionadas através de uma chamada criativa. Em geral, campanhas de financiamento coletivo oferecem recompensas para quem colabora com um valor, funcionando como uma contrapartida que gera mais engajamento. No caso da Yousers, a empresa, ao duplicar o apoio nas campanhas, duplicou também a entrega das recompensas. Ou seja, quem colaborou para os projetos, recebeu o dobro de recompensas.